# CMTV
El CMTV (abreviació del portuguès Correio da Manhã, en català “correu del matí”) és un canal de televisió privat, disponible únicament per TV per cable i propietat del Grupo Confina. Es tracta d'un canal generalista portuguès creat el 17 de març del 2013 i com ha derivat del producte principal, el periòdic ''Correio da Manhã''. A més de Portugal, el canal també pot veure's a les antigues colònies portugueses de Moçambic i Angola. Es presenta com un canal de "reforç de la llengua portuguesa" quant a la graella de televisions disponibles als països lusòfons.